# خطوط آنجارا
خطوط آنجارا هي شركة طيران مقرها إيركوتسك، روسيا[1]. تأسست عام 2000.

## الوجهات
اعتباراً من سبتمبر2016، خطوط آنجارا تخدم الوجهات الداخلية في  شرق و وسط سيبيريا.

### الوجهات الدولية
أذربيجان
- لنكران - Lankaran International Airport

 اليابان
- طوكيو - Narita International Airport[2]

### الوجهات الداخلية
أوبلاست أمور
- Blagoveshchensk – Ignatyevo Airport

 باشكورستان
- Ufa – Ufa International Airport[3]

 بورياتيا
- أولان-أودي - Baikal International Airport

 أوبلاست تشيليابنسك
- تشيليابنسك – Balandino Airport[4]

 إركوتسك أوبلاست
- بودايبو – Bodaybo Airport
- براتسك – Bratsk Airport
- ييربوغاتشين – Erbogachen Airport
- إيركوتسك – Irkutsk International Airport base
- كيرينسك – Kirensk Airport
- Mama – Mama Airport
- أوست-كوت – Ust-Kut Airport

 كراسنودار كراي
- كراسنودار - Pashkovsky Airport
- سوتشي - مطار سوتشي الدولي

 كراسنويارسك كراي
- كراسنويارسك – Yemelyanovo International Airport[3]

 نوفوسيبيرسك أوبلاست
- Novosibirsk – مطار نوفوسيبيرسك

 ياقوتيا
- لينسك – Lensk Airport
- ميرني (جمهورية ساخا) – Mirny Airport
- أوداتشني – Polyarny Airport[3]
- ياكوتسك – Yakutsk Airport

 تتارستان
- قازان - Kazan International Airport

 تيومين أوبلاست
- Khanty-Mansi Autonomous Okrug
  - Nizhnevartovsk - Nizhnevartovsk Airport[4]

 كراي عبر البايكال
- Chara – Chara Airport
- تشيتا – Kadala Airport